# Cayo Confites
Cayo Confites est une petite caye de l'archipel Jardines del Rey — qui  fait partie de l'archipel Sabana-Camagüey — sur la côte nord de Cuba bordée par le vieux canal de Bahama, dans l'océan Atlantique. Elle est dans la province de  Camagüey.

## Description
L'île est située au nord-est du cayo Romano, la plus grande île de l'archipel. Elle est occupée par un détachement militaire et n'est pas accessible au public.

## Histoire
Elle est essentiellement connue, sur le plan historique, par l'expédition militaire dite « expédition de Cayo Confites (es) » contre Rafael Trujillo, président de la République dominicaine. Ce corps expéditionnaire dominico-cubain, au départ de Cayo Confites, échoua le 21 septembre 1947 et fut capturé et emprisonné.